# 48시간의 킬링 게임
《48시간의 킬링 게임》(영어: 2 Days in the Valley)은 미국에서 제작된 1996년 네오누아르 범죄 블랙 코미디 영화이다. 존 허츠펠드가 연출과 각본을 맡았다. 대니 아이엘로, 그레그 크러트웰, 제프 대니얼스, 테리 해처, 글렌 헤들리, 피터 호턴, 마샤 메이슨, 폴 머저스키, 제임스 스페이더, 에릭 스톨츠, 샬리즈 세런 등이 출연하였고, 허브 나너스 등이 제작에 참여하였다.

## 출연
- 대니 아이엘로
- 그레그 크러트웰
- 제프 대니얼스
- 테리 해처
- 글렌 헤들리
- 피터 호턴
- 마샤 메이슨
- 폴 머저스키
- 제임스 스페이더
- 에릭 스톨츠
- 샬리즈 세런
- 키스 캐러딘
- 루이즈 플레처
- 오스틴 펜들턴
- 마이클 자이 화이트
- 크레스 윌리엄스
- 로런스 티어니

## 기타 제작진
- 공동 제작: 짐 버크
- 협력 제작: 데이비드 게인스, 민디 마린, 테리 밀러
- 미술: 캐서린 하드윅
- 의상: 베치 하이먼